# 東西教會大分裂
東西教會大分裂（英語：East–West Schism）是指基督教在11世紀發生的教會分裂事件，使整個教會分裂為東方的東正教（希臘正教會）、以及西方的天主教（羅馬公教會）兩大分支。自2世紀以後，以羅馬為首的西方教會、以及以君士坦丁堡為首的東方教會，因各自不同的教會、政治、社會、文化等原因，在神學，以及教會的組織、紀律等各方面的分歧逐漸擴大，彼此爭論不休，其中的標誌事件發生在1054年，教宗與君士坦丁堡普世牧首因互派的代表溝通失敗，而將對方絕罰。此為基督教的第一次大分裂。直到1965年，第二次梵蒂冈大公会议后，教宗保禄六世和君士坦丁堡牧首雅典纳哥拉才互相解除了针对对方的绝罚。

## 原因

### 羅馬教會的首席地位
公元70年，羅馬人佔領耶路撒冷，基督宗教的中心自然轉移到當時羅馬帝國的首都——羅馬。根據《聖經》記載，羅馬很早就有了基督徒，保祿曾給在羅馬的基督徒寫了著名的《羅馬書》，並親自在羅馬居留了二年。根據教會的聖傳，伯多祿是羅馬的首位主教。這兩位宗徒最终都在羅馬殉道。因此，羅馬教會在初期教會中一直享有極高的威望。在此期間，教宗（羅馬主教）亦試圖在一些教會事務中扮演權威的仲裁者的角色。325年，在尼西亞召開了基督教有史以來的第一次普世大公會議——尼西亞大公會議，在大公會議所頒佈的法令中，羅馬教會列於各地方教會之首。

### 新羅馬的興起
330年，罗马皇帝君士坦丁一世遷都拜占庭，將該城改名为君士坦丁堡，又名新羅馬。381年，召開了基督教第二次普世大公會議——君士坦丁堡大公會議，將君士坦丁堡教區提昇為牧首區，而君士坦丁堡牧首的排名僅次於教宗。451年召開的第四次普世大公會議——迦克墩公會議上通過的第28條法令，將君士坦丁堡牧首提昇至與教宗並列的首席地位，但受到當時的教宗良一世的强烈抗議，認為該法令侵犯了教宗的首席權，聲稱：教宗之所以擁有首席權是因為他是宗徒之長伯多祿的繼承人的緣故，因此，拒不承認該法令。

### 特勞拉會議
692年召開特勞拉會議（Council in Trullo），警告西方主教們如果不服從教會的紀律則開除教籍。此次會議中第五十五條──羅馬人民於四旬期如神父為此將廢逐，若為主教，則開除其教籍；教宗如此時守齋亦開除其教籍。教宗不簽字認可，而皇帝也出兵干擾。

## 近因

### 聖像破壞與教難
7世紀末，羅馬的拉丁教會和君士坦丁堡的希臘教會在禮儀和教義上的分歧加劇。726年，拜占廷帝國（東羅馬帝国）皇帝利奥三世受伊斯蘭教的影響，發起破壞聖像運動，將堂內的聖像、十字架全部搗毀，這樣在東方教會引起了混亂與教難。利奧三世又將君士坦丁堡牧首圣杰曼努斯一世（St. Germanos）廢除，根据希腊文献（主要是塞奥法尼斯的文献），當時教宗額我略二世绝罚了皇帝。
利奥三世死後，繼承人仍遵守此令。直到780年，伊琳娜女皇繼位後，願意恢復對聖像的敬禮，願意東西方教會統一，因而她得到當時君士坦丁堡牧首聖特拉烏斯（St. Tarasios）的支援，並得到教宗哈德良一世的同意，於787年，召開了第七次大公會議——尼西亞第二次大公會議。會議結果重新闡述敬禮聖像的真正意義，教會並非敬禮聖像本身，而是敬禮聖像所代表的神或天使，或聖母、聖人。

### 佛希亚斯分裂
857年，拜占庭皇帝米海尔三世廢逐君士坦丁堡牧首依納爵，改以重臣佛希亚斯一世繼任牧首。863年，教宗尼各老一世聲明罷黜依納爵是非法的，並處罰希亚斯一世破門律，開除教籍。佛希亚斯一世則在君士坦丁堡召開會議反擊，開除教宗教籍，是為“佛希亚斯分裂”。879-880年教宗派團參加在君士坦丁堡會議，關係有所恢復。東方教會也承認羅馬的首席地位。雖然佛希亚斯分裂只維持了幾年，雙方曾為教區管轄權和羅馬教會將聖靈“從父出來”改為“從父和子出来”爭論，因此種下了日後大分裂的近因。過去教宗的首席地位是無可否認的。這次事件後卻有人開始質疑教宗的首席地位，甚至指控教宗篡改教義。

## 正式大分裂

### 賽魯拉留斯分裂
佛希亚斯分裂後，西方的拉丁教會和東方的希臘教會在“和子句”上和禮儀上的糾紛實際上並沒有解決。1053年，君士坦丁堡牧首馬格爾·賽魯拉留斯把君士坦丁堡的拉丁禮教堂全數關閉，因其拒絕使用希臘禮拜儀式。賽魯拉留斯致函羅馬，指責教宗篡改《聖經》內容以及教義，質問西方教會聖餐用無酵餅是源自猶太教異端、安息日守大齋、准許食未出血的肉、四旬大斋期不唱《阿肋路亚》等等。
教宗良九世指派亨拜樞機等人到君士坦丁堡與希臘教會協商，使節團尚未達成任務，卻傳來教宗於1054年4月19日逝世的消息，使者是否能代表聖座有爭議，雙方談判失敗，性情暴躁的亨拜與他的同伴於1054年7月14日進入圣索菲亚大教堂，將破門的判書放到祭台上，並對賽魯拉留斯提出抗議，然後亨拜跺腳走出教堂，發誓說：「願我主臨鑑，評判我輩！」賽魯拉留斯不肯屈服，當眾把教宗送來的詔書燒毀。
最後，教宗和君士坦丁堡牧首互相將對方破門，标志着基督教史正式分裂为罗马公教會（天主教會）和希腊正教會（东正教會）。